# Friedrich Wilhelm Stade
Friedrich Wilhelm Stade (Halle, 25 d'agost de 1817 - Altenburg, 24 de març de 1902) fou un compositor i organista alemany.
Va ser deixeble de F. Schneider a Dessau i durant algun temps dirigí l'orquestra del teatre de Beethmann. Després aconseguí el càrrec de director de música de la Universitat de Jena, que canvià més tard pel d'organista i mestre de capella de la cort d'Altenburg. Va compondre salms, obres per a piano i orgue, etc., i edità moltes composicions de Bach i Händel. Va ser el primer a fer executar a Alemanya el Rèquiem, la Simfonia Fantàstica i Roméo et Juliette de Berlioz.